# Diogo de Castro
D. Diogo de Castro (Évora, c. 1562 - 1639)  foi um nobre português, 2.º Conde de Basto. Era filho de D. Fernando de Castro, 1º conde de Basto, e de D. Filipa de Mendonça.
Foi presidente da Junta Governativa do Reino, entre 1623 e 1631, durante o período Dinastia Filipina. Esta junta governava que o Reino de Portugal, em nome e por nomeação do rei de Espanha, pelo que, na prática, Dom Diogo exerceu as funções que hoje em dia equivalem às de primeiro-ministro.